# Bara Imambara
Il complesso del Barā Imāmbarā (in urdu بڑا امامباڑا ‎?, hindi: बड़ा इमामबाड़ा) è una husayniyya situata a Lucknow in India, costruita dal nawwāb di Awadh, Asaf-ud-Daula nel 1784. Viene anche chiamata Imāmbarā Asafī dal nome del Nawwāb. Barā significa grande e l'imāmbarā è un santuario sciita per le celebrazioni che hanno luogo nel mese lunare islamico di Muharram, in memoria dell'Imam al-Husayn ibn 'Ali, nipote del Profeta. Il Barā Imāmbarā è tra gli edifici più grandi di Lucknow.

## Storia
La costruzione ebbe inizio nel 1784, anno di cui una violenta carestia ridusse la popolazione alla fame; uno degli obiettivi di Asaf-ud-Daula fu quello di fornire impiego alle persone colpite dalla carestia. Si narra che circa 20 000 persone furono coinvolte nella costruzione: la popolazione costruiva l'edificio durante il giorno, mentre i nobili lo distruggevano nottetempo, per prolungarne i tempi di costruzione.
La costruzione venne completata nel 1791. Si stima che il costo fu tra il mezzo milione e il milione di rupie. Anche dopo il completamento il Nawwāb spese annualmente tra le 400 000 e le 500 000 rupie per mantenere e abbellire le decorazioni.

## Struttura

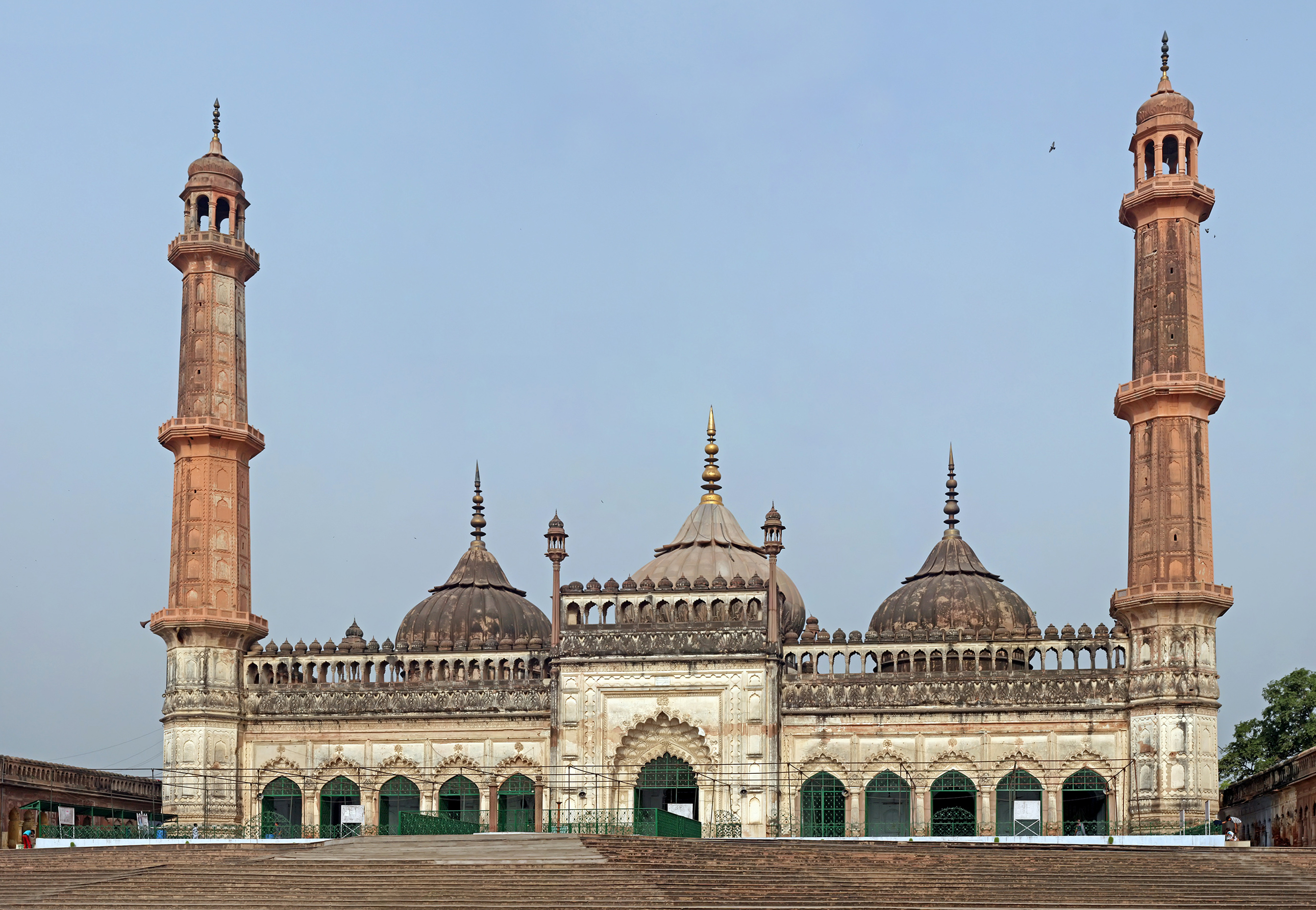
La moschea di Asafi, situata vicino all'Imambara.

Il complesso include anche la moschea di Asafi, il bhul-bhulaiya (il labirinto), e bowli, una piscina a gradini con acqua corrente. Due entrate conducono alla stanza principale.

## Architettura

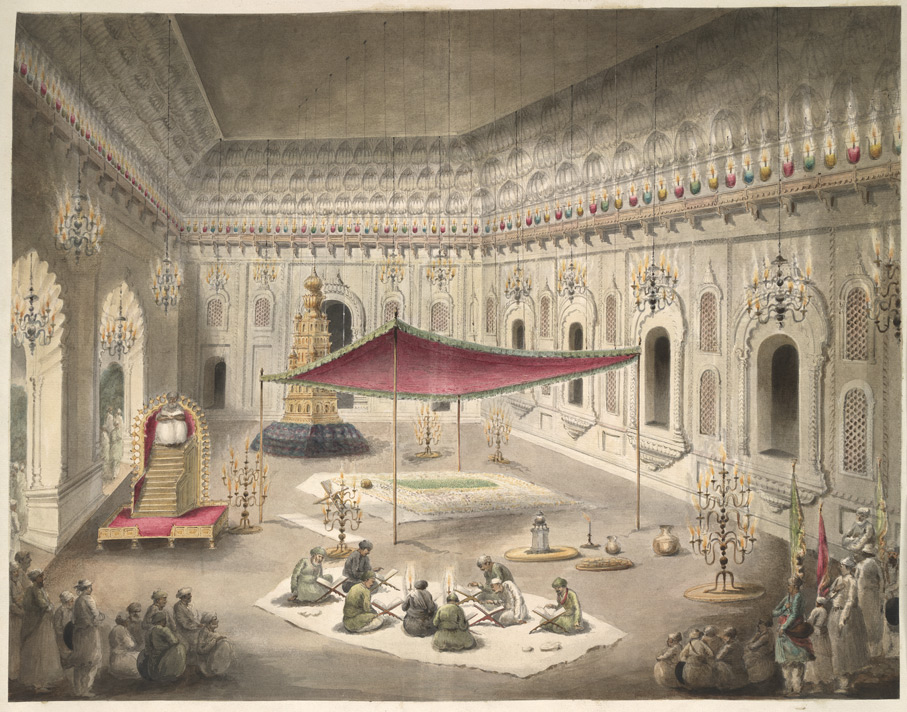
La tomba di Asaf-ud-Daula dentro Bara Imambara, ca. 1814-15.

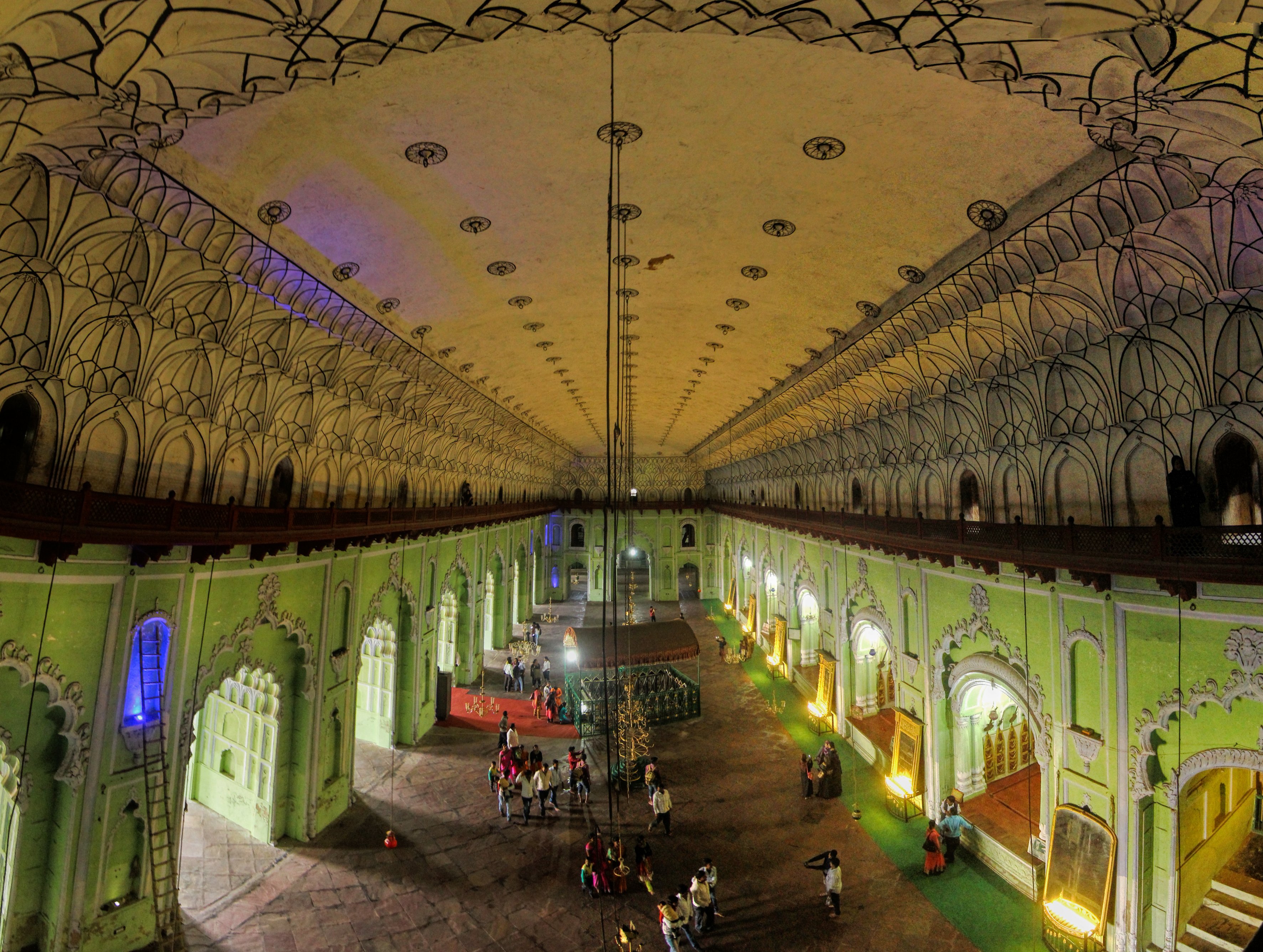
Vista dell'interno.

Rumi Darwaza, il portale che conduce all'Imambara, 1860 circa.

L'architettura del complesso riflette la maturazione dell'architettura moghul. È uno degli ultimi esempi di edificio senza influenze europee e senza l'utilizzo del ferro. La parte principale della husayniyya consiste di una grande sala centrale con il soffitto a volta contenente la tomba di Asaf-ud-Daula. Lunga 50 metri e larga 16, è alta oltre 15 metri e non possiede alcuna colonna di sostegno.
Otto stanze circondano lo spazio principale; queste possiedono altezze differenti, dando la possibilità al piano superiore di essere costruito come un labirinto tridimensionale chiamato Bhulbhulaya, con passaggi che connettono diversi ambienti attraverso 489 porte identiche.
Considerato un'attrazione piuttosto popolare, il labirinto non fu costruito intenzionalmente, ma fu una conseguenza della necessità di sopportare il peso della struttura, costruita su terreno paludoso. Asaf-ud-Daula eresse inoltre la Rūmī Darwāza (Porta dei Romei), alta 18 metri, appena fuori dal complesso. Questo portale, abbellito con sontuose decorazioni, costituiva l'entrata principale della husayniyya.
L'architettura dell'Imāmbarā è stata selezionata attraverso una competizione tra varie proposte di diversi architetti. Il vincitore fu Kifayatullah, un architetto musulmano di Delhi, il cui corpo fu inumato nella stanza principale dell'Imāmbarā. Il fatto che il committente e l'architetto del complesso siano sepolti assieme costituisce un fatto unico nel suo genere.